# Marie-Line Scholent
Marie-Line Scholent (* 11. Mai 1966 in Le François, Martinique) ist eine ehemalige französische Leichtathletin, die sich auf den Sprint spezialisiert hat. Mit der französischen 4-mal-400-Meter-Staffel wurde sie 1994 in Helsinki Europameisterin.

## Sportliche Laufbahn
Erste internationale Erfahrungen sammelte Marie-Line Scholent vermutlich bei den Spielen der Frankophnie 1994 in Bondoufle, bei denen sie in 53,86 s die Bronzemedaille im 400-Meter-Lauf hinter ihrer Landsfrau Évelyne Élien und Alimata Koné aus der Elfenbeinküste gewann. Anschließend verhalf sie der französischen 4-mal-400-Meter-Staffel bei den Europameisterschaften in Helsinki zum Finaleinzug und trug somit zum Gewinn der Goldmedaille bei. 1997 verpasste sie bei den Hallenweltmeisterschaften in Paris mit der Staffel mit 3:35,39 min den Finaleinzug und im Juni gewann sie bei den Mittelmeerspielen in Bari mit der Staffel in 3:30,62 min die Silbermedaille hinter dem italienischen Team. Im selben Jahr beendete sie ihre aktive sportliche Karriere im Alter von 31 Jahren.

## Persönliche Bestleistungen
- 400 Meter: 52,85 s, 15. Juni 1996 in Genf
  - 400 Meter (Halle): 51,87 s, 11. Januar 1996 in Liévin